# Maria In der Maur-Koenne
Maria In der Maur-Koenne (* 26. Februar 1973 in Wien als Maria Koenne) ist eine österreichische Rechtsanwältin und Politikerin (NEOS – Das Neue Österreich und Liberales Forum). Seit dem 10. Juni 2025 ist sie Abgeordnete zum Wiener Landtag und Mitglied des Wiener Gemeinderates.

## Leben

### Ausbildung und Beruf
In der Maur-Koenne begann 1991 ein Studium der Rechtswissenschaften an der Universität Wien, das sie 1995 als Magistra iuris abschloss. 1997 promovierte sie an der Universität Wien mit einer Dissertation zum Thema Transsexualismus im österreichischen Recht zur Doktorin der Rechte. Die Gerichtspraxis absolvierte sie 1997/98 am Bezirksgericht Innere Stadt Wien sowie am Landesgericht für Zivilrechtssachen Wien.
Ab 1998 war sie Rechtsanwaltsanwärterin, 2002 legte sie die Rechtsanwaltsprüfung ab. 2002/03 leitete sie die Rechtsabteilung Wirtschaftsrecht der Österreichischen Post AG. Seit 2003 ist sie als Rechtsanwältin tätig. Von 2003 bis 2005 absolvierte sie eine Mediatorenausbildung, seit 2005 ist sie eingetragene Mediatorin in Zivilrechtssachen.
Seit 2007 ist sie Referentin an der Anwaltsakademie. 2008 war sie Rechtscoach bei Puls 4, ab 2013 war sie wiederholt im ORF-Fernsehmagazin konkret zur Beantwortung von Rechtsfragen zu Gast. Von 2015 bis 2018 schrieb sie Kolumnen für das Wochenmagazin News. Für die Tageszeitung Kurier schreibt sie die Rechtskolumne Recht praktisch.

### Politik
Seit 2020 gehört sie als Bezirksrätin der Bezirksvertretung in Wien-Landstraße an, wo sie auch als NEOS-Klubobfrau fungierte und 2023 stellvertretende Bezirkssprecherin wurde. Seit 2021 ist sie Mitglied des erweiterten Landesteams von NEOS Wien.
Nach der Landtags- und Gemeinderatswahl in Wien 2025 wurde sie in der konstituierenden Sitzung der 22. Wahlperiode am 10. Juni 2025 als Abgeordnete zum Wiener Landtag und Gemeinderat angelobt. Dort wurde sie Mitglied im Gemeinderatsausschuss für Finanzen, Wirtschaft, Arbeit, Internationales und Digitales sowie im Stadtrechnungshofausschuss. Im NEOS-Landtagsklub fungiert sie als Sprecherin für Arbeit, Medien und Transparenz.

## Publikationen
- 2013: Erfolgreich kommunizieren mit Mandanten: Praxisliteratur, gemeinsam mit Reinhard Tötschinger, Verlag Österreich, Wien 2013, ISBN 978-3-7046-6506-5.